# Aguazul
Aguazul ist eine Gemeinde (municipio) im Departamento Casanare in Kolumbien.

## Geographie
Aguazul liegt am Übergang der Cordillera Oriental der Anden und den kolumbianischen Llanos, 27 km von Yopal entfernt, der Hauptstadt von Casanare. Der Hauptort der Gemeinde liegt auf einer Höhe von etwa 300 Metern und hat eine Jahresdurchschnittstemperatur von etwa 28 °C. Die gesamte Gemeinde hat eine Fläche von 148 km². Durch die Gemeinde fließen die Flüsse Río Cusiana, Río Únete und Río Charte. Die Gemeinde grenzt im Norden an Pajarito im Departamento de Boyacá und an Recetor in Casanare, im Süden an Tauramena und Maní in Casanare, im Osten an Yopal und im Westen an Tauramena und Recetor.

## Bevölkerung
Die Gemeinde Aguazul hat 43.183 Einwohner, von denen 32.930 im städtischen Teil (cabecera municipal) der Gemeinde leben (Stand: 2019).

## Geschichte
Auch wenn das heutige Aguazul erst 1954 gegründet wurde, so geht die Geschichte der Gemeinde weiter zurück. Vor der Ankunft der Spanier wurde die Region von den indigenen Völkern der Achagua und Cusiana bewohnt. Für die Spanier wurde das Gebiet 1585 von Pedro Daza Mexia erschlossen. Die erste Stadt auf dem Gebiet der heutigen Gemeinde wurde 1588 unter dem Namen Santiago de las Atalayas gegründet, die in der Kolonialzeit eine gewisse Bedeutung erlangte. Nach dem wirtschaftlichen Niedergang der Region wurde die Stadt aber 1778 verlassen. In der Nähe wurde eine neue Stadt unter dem Namen Zapatosa gegründet. Später zogen viele der Siedler weiter und gründeten eine Siedlung unter dem Namen Sevilla. Dieser Ort wurde während La Violencia zerstört. Der Aufbau des heutigen Aguazul erfolgte zwischen 1948 und 1951 von Siedlern, die aus Sevilla geflohen waren. Aguazul erhielt 1954 den Status einer Gemeinde.

## Wirtschaft
Die wichtigsten Wirtschaftszweige von Aguazul sind die Landwirtschaft und die Rinderproduktion. Angebaut werden Reis, Bananen, Maniok, Palmöl, Kaffee, Kakao und Mais.